# Збоншинек
Збоншинек (пол. Zbąszynek, нем. Neu Bentschen)  —  город  в Польше, входит в Любушское воеводство,  Свебодзинский повят.  Имеет статус городско-сельской гмины. Занимает площадь 2,76 км². Население — 5185 человек (на 2004 год).

## История

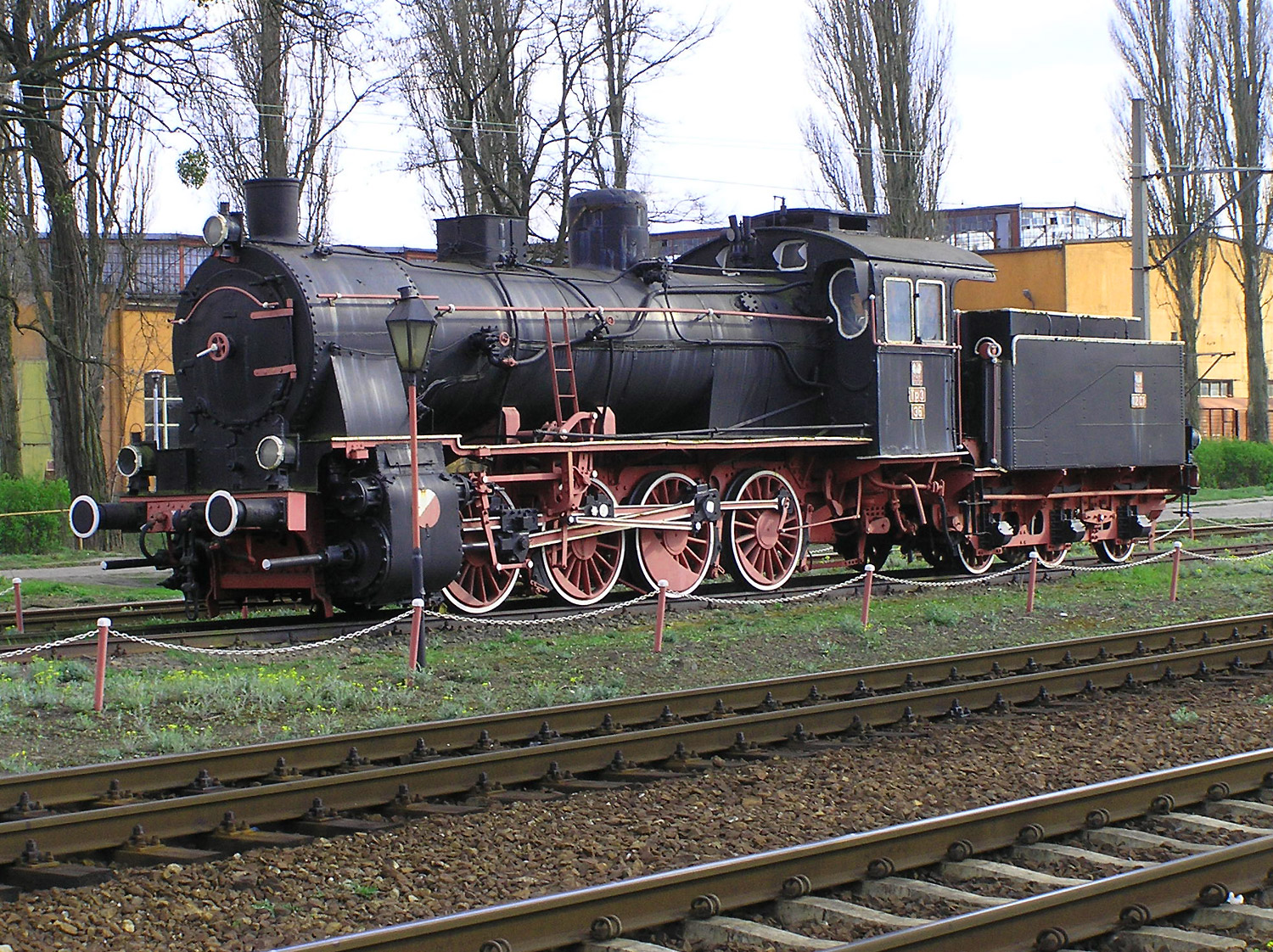
Збоншинек